# Bombardeig de correu
A Internet, un bombardeig de correu (e-mail bomb o mail bombing) és una forma d'abús a la xarxa consistent en enviar volums enormes de correu electrònic a una adreça en un intent d'inundar la bústia o sobrecarregar el servidor on s'hostatja l'adreça de correu.

## Mètodes de bombardeig
Hi ha dos mètodes de bombardejar: el correu massiu i les llistes d'enllaç

### Correu massiu
El correu massiu consisteix a enviar nombrosos correus duplicats a la mateixa adreça de correu. Aquests tipus de bombardejos són simples en el seu disseny però la seva simplicitat extrema significa que es poden fàcilment detectar pels filtres de spam. El bombardeig d'e-mail que utilitza correus de forma massiva normalment es realitza com un atac DDoS atac emprant l'ús de botnets "zombi"; les xarxes jeràrquiques d'ordinadors afectades per malware i sota el control de l'atacant. Similar en el seu a l'spam, l'atacant mana al botnet que enviï milions o fins i tot milers de milions de correus, però a diferència del botnet normal de l'spamming, els emails són tots enviats a només una o unes quantes adreces que l'atacant desitja inundar. Els objectius són freqüentment contra hosts dedicats a la gestió de web i del correu electrònic d'una empresa, per tant aquest tipus d'atac pot ser devastador pels dos serveis esmentats.
Aquest tipus d'atac és més de difícil de defensar que un bombardeig de correu simple, a causa de les fonts múltiples i la possibilitat de cada ordinador zombis d'enviar un missatge diferent.

### Llista d'enllaços
Llista d'enllaços  vol dir que una adreça particular de correu ha quedat subscrita a unes quantes llistes de correu. La víctima llavors s'ha d'esborrar d'aquests serveis indesitjats manualment. Per evitar aquest tipus de bombardeig, la majoria dels serveis de subscripció de correu envien un email de confirmació a la bústia d'entrada d'una persona quan aquell correu es fa servir per registrar-se.

### Bomba ZIP
Una Bomba ZIP és una variant de bombardeig de correu. Després que la majoria dels servidors de correu comercials comencessin a comprovar el correu amb programari antivirus i filtrant certs tipus d'arxius, els troians s'envien dintre d'arxius comprimits, com ara ZIPs, RARs o 7-ZIP. El programari del servidor de correu es va configurar aleshores per desempaquetar arxius i comprovar també el seu contingut. Això va donar la idea als furoners de compondre una "bomba" consistent en un arxiu de text enorme, contenint, per exemple, només la lletra z milions de vegades. Aquest arxiu queda comprimit en un arxiu relativament petit, però quan es desempaquetés (especialment per versions antigues de servidors de correu) es faria servir una alta potència de processament i memòria RAM, que podria ocasionar la denegació de servei. Els ordinadors dels servidors moderns de correu normalment tenen intel·ligència suficient per reconèixer aquesta mena d'atacs i la potència de processament i memòria suficient per processar fitxers sense interrupció de servei, encara que alguns són encara susceptibles de ser afectats per tècnica si la bomba ZIP és enviada massivament.

## Bomba de text
Una bomba de text és l'enviament de spam de missatges de text repetitius o idèntics al telèfon mòbil d'un individu objectiu moltes vegades mitjançant missatges curts. El bombardeig de text es fa o per a la pròpia diversió de l'autor o per la interrupció de l'ús de missatgeria de text de l'objectiu, ja que s'ha inundat la seva bústia d'entrada. Els bombardeigs poden ser fets per una persona o un grup de persones on tots els membres del text de grup bombardegen un únic objectiu.
Per raons pressupostàries, els bombarders de text utilitzen tarifes que permeten enviament il·limitat de missatges de text, de manera que la seva víctima rebi tants missatges com sigui possible, amb un cost mínim pels qui ho envien.